# Consiglio svizzero della stampa
Il Consiglio svizzero della stampa è l'organo di riferimento per i reclami di ordine etico che riguardano i mass media in Svizzera.

## Storia
Il Consiglio svizzero della stampa nasce nel 1972 in seguito alla pubblicazione della Dichiarazione dei doveri e dei diritti del giornalista (una sorta di codice etico) da parte dell'Associazione della stampa svizzera. Nel 1977 furono eletti i primi membri. Dal 2000 è stata creata la Fondazione consiglio svizzero della stampa a cui hanno preso parte il Consiglio la Conferenza svizzera dei direttori (Konferenz der Chefredaktoren), il Sindacato dei Mass Media (SSM) e il sindacato Comedia (oggi Syndicom) e dal 2008 anche la Società svizzera di radiotelevisione (SSR) e l'associazione degli editori di giornali (Stampa Svizzera)

## Composizione
Il Consiglio della stampa si compone di 21 membri, dei quali 15 giornalisti professionisti e 6 rappresentanti del pubblico che non esercitano mansioni giornalistiche. Una quota minima di membri è garantita alle regioni linguistiche e alla rappresentanza femminile. 
I membri del Consiglio della stampa sono eletti dalla direzione della Fondazione consiglio svizzero della stampa, che si compone di 18 membri in rappresentanza delle associazioni contraenti.

### I vertici attuali
| Presidente | Dominique von Burg |

| Vicepresidenti | Max Trossman Francesca Snider |

| Segretario | Martin Künzi |

## Funzione
Il Consiglio svizzero della stampa si esprime, secondo un proprio regolamento, dal punto di vita deontologico. Esamina casi di ogni tipo di media (stampa, radio, televisione, online), purché il reclamo tocchi la parte redazionale. Chiunque può presentare un reclamo al Consiglio della stampa; la procedura è gratuita. Eccezionalmente, e con decisione a maggioranza, il plenum del Consiglio della stampa può occuparsi di propria iniziativa di un caso, in quanto sollevi un problema deontologico di fondo.
Nelle sue Prese di posizione il Consiglio della stampa si limita a constatare se il codice etico è stato violato o no. Non ha invece potere di infliggere sanzioni né di obbligazione legale. Le redazioni sono invitate a dare notizia almeno delle Prese di posizione che le riguardano.

## Il Prontuario del Consiglio svizzero della stampa
Alla fine del 2011 il Consiglio svizzero della stampa ha pubblicato un Prontuario nelle tre lingue nazionali che riassume la prassi seguita, specificandola nei singoli casi.